# 아스투리아스 요리

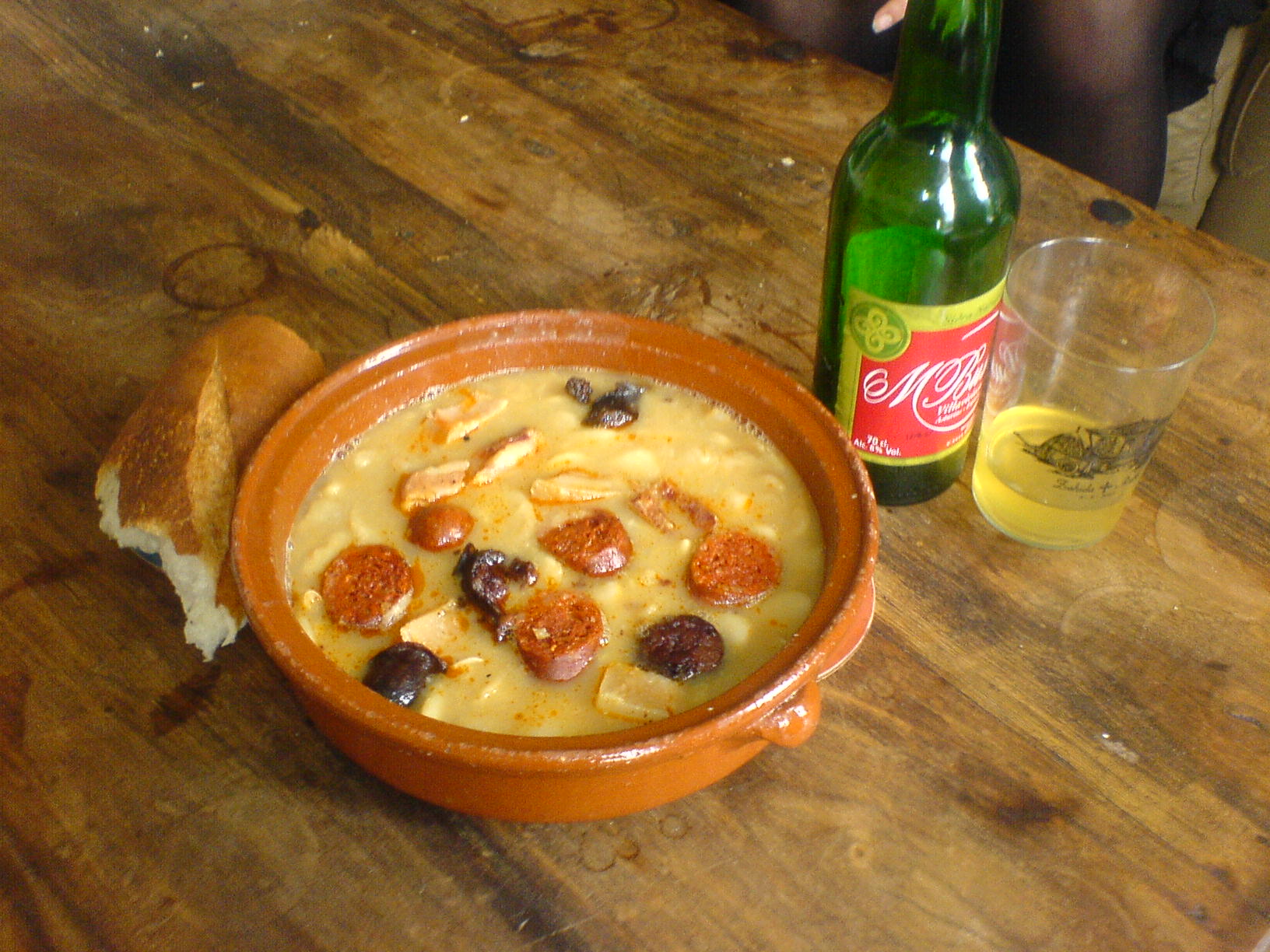
시드라를 곁들인 파바다 아스투리아나

아스투리아스 요리(Asturias料理, 아스투리아스어·스페인어: cocina asturiana 코시나 아스투리아나)는 스페인 아스투리아스 지방에서 찾아볼 수 있는 요리와 식자재를 일컫는 말이다.

## 요리
아스투리아스 지방은 해산물로 유명하다. 아스투리아스 지방의 강에서는 오징어, 게, 새우, 대구, 연어 등이 많이 잡히며 특히 셀라 지역의 해산물이 널리 알려져 있다. 이들 생선의 제철이 왔을 때 처음으로 잡히는 생선은 '캄파누' (campanu)라 부르는데, 처음으로 잡기 전에 울리는 종을 일컫는 말이기도 하다.

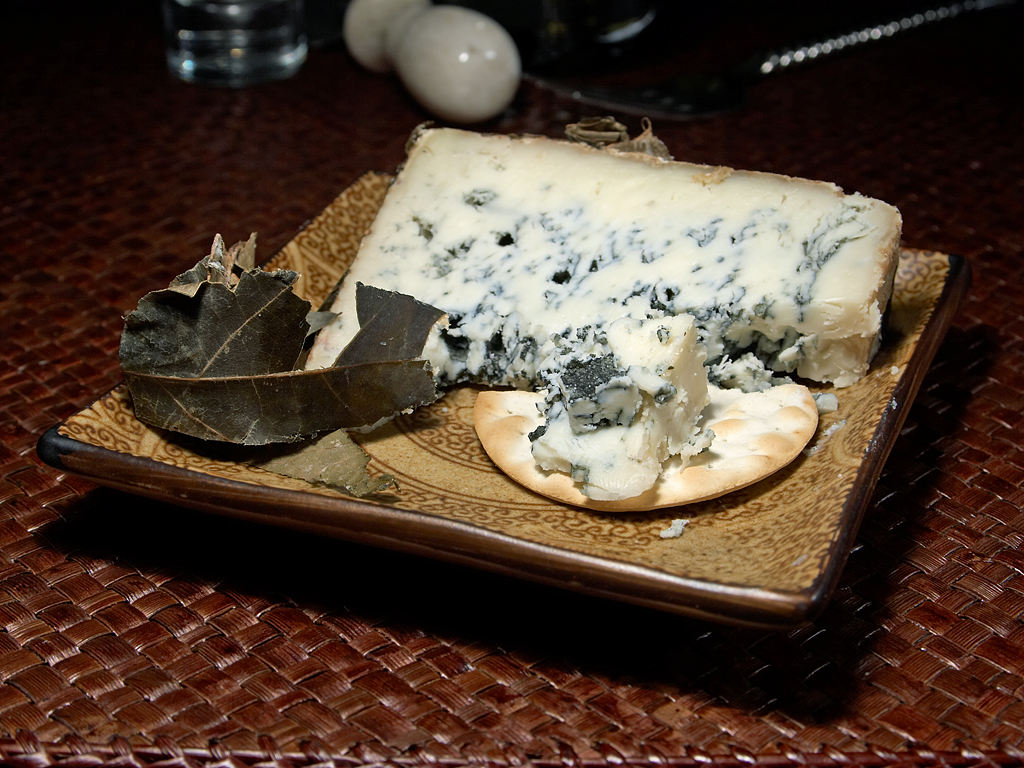
케소 데 카브랄레스

아스투리아스 지방의 치즈, 특히 카브랄레스 치즈는 스페인 뿐만 아니라 세계적으로 유명한 치즈이다. 카브랄레스 치즈는 톡 쏘는 냄새와 강한 풍미로 유명하다. 아스투리아스는 '치즈의 고장' (el pais de los quesos)이라 불릴 때가 많은데 이는 아스투리아스 지방에서 생산되는 치즈가 몹시 다양하고 질도 뛰어나기 때문이다. 카브랄레스 치즈 와에는 아푸에갈 피투, 베요스 체즈, 카신 치즈, 가모네우 치즈, 라 페랄 치즈 등이 있다.
아스투리아스 지방에서 가장 유명한 요리는 파바다 아스투리아나 (fabada Asturiana)로, 아스투리아스에서 나는 큼직한 하얀콩 (파베스 데 라 그라니아), 돼지 어깨살 (야콘), 모르시야, 초리소, 사프론 (azafrán) 등이 들어간 든든한 스튜 요리이다. 그밖의 요리로는 조개와 콩을 넣은 스튜인 파베스 콘 알멜라 (fabes con almejas), 카초포 (cachopo), 프리수엘로, 라이스 푸딩 등이 있다.

## 음료
아스투리아스에는 사과밭이 많은데 여기서 난 사과로 전통주를 만든다. 이른바 시드라 (sidra)라 부르는 자연 사과주로, 매우 깔끔한 맛을 지녔고 프랑스나 영국의 자연사과주와는 달리 단맛이나 달콤씁쓸한 맛보다는 신맛이 두드러진다. 각 맛의 비율을 따지자면 신맛이 40%, 약간 신맛이 30-25%, 단맛이 10-15%, 달콤씁쓰름한 맛이 15-20%, 쓴맛이 5%이다.
시드라는 전통적으로 '에스칸시아도르' (escanciador)라고 하는 전문 웨이터가 잔에 따른다. 에스칸시아도르는 시드라가 담긴 병을 머리위로 높이 올려 병속에 산소를 집어넣는다. 술의 양이 적을 경우 (120ml까지)에는 한순간에 술을 따르는데 이를 쿨린 (culín)이라 부른다. 술을 따르면 시드라가 머금은 산소를 도로 빼기 전에 즉시 마셔야 한다. 잔에 남은 시드라는 바의 아래에 있는 나뭇조각을 뿌려둔 바닥이나 물통에다 따라 버린다.

## 같이 보기
- 스페인 요리